# 채링크로스역 (런던 지하철)
채링크로스역은 시티오브웨스트민스터 채링크로스에 위치하고 있는 런던 지하철의 역으로 출구는 트라팔가 광장과 스트랜드에 위치해있다. 노던 선과 베이컬루 선에 의해 운영되며 영국 국철역으로 환승이 가능하다. 노던 선 역은 채링크로스 지선 엠뱅크먼트 역과 레체스터 스퀘어 역사이에 있으며 베이컬루 선 역은 엠뱅크먼트 역과 피카딜리 서커스 역사이에 있다. 트래블 카드 1구역 안에 있다.
이 역은 1979년부터 1999년 주빌리 선 남부 연장 전까지 주빌리 선 열차가 운행하기도 하였고, 그 기간에는 주빌리 선의 남쪽 종점이었다.
런던 지하철의 역사 상당부분에서 "채링크로스"라는 이름은 이 역과 관련된 것이 아니라 지금 "엠뱅크먼트"라고 알려진 역과 관련되어 있다.

## 역사
노던 선과 베이컬루 선의 역은 원래 두 개의 분리된 역으로 개통하였다가 지금은 사용이 중지된 주빌리 선의 역이 개통하면서 합쳐졌다.
역에서 가장 먼저 생긴 부분은 베이컬루 선의 플랫폼인데, 트라팔가 스퀘어(Trafalgar Square)라는 이름으로 개통했으며, Baker Street & Waterloo Railway가 운영을 담당하였다. 1906년 3월 10일에 개통했다. 노던 선의 플랫폼은 채링크로스, 유스턴 & 햄스테드 철도가 채링크로스라는 이름으로 1907년 6월 22일에 개통하였다. 처음 개통 당시엔 CCE&HR선의 남쪽 종점이었고 여기서는 북쪽의 두 종착역인 골더스 그린역과 하이게이트 (지금의 아치웨이) 역까지 갈 수 있었다.
두 노선 모두 UERL에 의해서 운영되었음에도, 두 역간에는 지하 환승통로가 없었고 환승을 하고자 하는 승객들은 승강기를 이용해 지상으로 올라가 환승을 해야했다.
노던 선의 스트랜드 역은 1973년 6월 4일에 폐쇄되었는데, 새로운 주빌리 선 플랫폼의 건설을 위함이었다.
채링크로스 역이 주빌리 선의 종착역이었음에도, 런던 동부의 루위셤지역까지 연장할 계획은 이미 존재했기 때문에 터널이 스트랜드 아래의 스트랜드 143번지 아래까지 건설되어, 앨드위치 역에 거의 근접하였다.

## 디자인

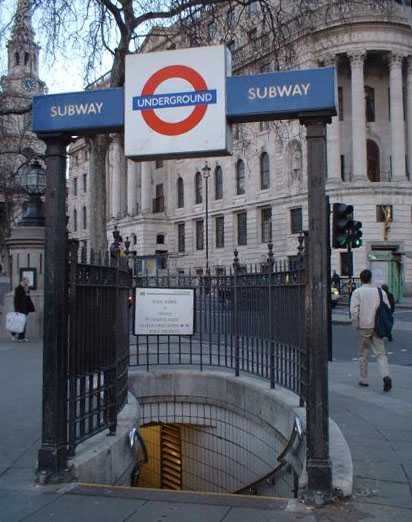
트라팔가 광장에 있는 역의 출구중 하나

노던 선 플랫폼에 있는 100미터 길이의 벽화는 데이비드 젠틀맨에 의해 설계되었으며, 카스티요 엘리노어 (에드웨드 1세의 부인)의 장례식 행렬을 보여주고 있다. 이 벽화는 노팅햄프셔부터 웨스트민스터 대성당까지의 여정을 그려냈다.

## 옛 주빌리 선 플랫폼
지금은 일반에게 공개되지 않지만, 채링크로스 역의 주빌리 선 플랫폼은 아직까지 런던 교통공사에 의해 관리되고있다. 지금은 주로 영화나 TV촬영을 위해 사용되고 있다

## 인접한 역
| 베이컬루 선                                            | 베이컬루 선 | 베이컬루 선                     |
| ------------------------------------------------------ | ----------- | ------------------------------- |
| 피카딜리 서커스 해로 & 웰드스톤 방면                   | 베이컬루 선 | 엠뱅크먼트 엘리펀트 & 캐슬 방면 |
| 노던 선                                                |             |                                 |
| 레스터 스퀘어 에지웨어 · 밀 힐 이스트 · 하이 바넷 방면 | 베이컬루 선 | 임뱅크먼트 모던 · 케닝턴 방면   |